# Najiehe-Eisenbahnbrücke
Die Najiehe-Eisenbahnbrücke (chinesisch 纳界河特大桥) führt die Eisenbahnstrecke zwischen Zhijin in der Stadt Bijie und Qingzhen in der Stadt Guiyang in der chinesischen Provinz Guizhou in einer Höhe von 310 m über den Sancha He. Der Sancha He ist der südlichere der beiden Quellflüsse des Wu Jiang, der wiederum ein rechter Nebenfluss des Jangtsekiang ist. Sie steht in der Nähe des Ortes Liuchangxiang.
Die Brücke war die höchste Eisenbahnbrücke der Welt, bis diese Position an die 2025 eröffnete Chenab Bridge im indischen Unionsterritorium Jammu und Kashmir überging. Die Höhenangabe bezieht sich auf das ursprüngliche Flussbett des Sancha He, der hier immer noch von der weit entfernten Dongfeng-Talsperre aufgestaut wird. Wenn der Stausee bis zum Stauziel aufgestaut wird, liegt das Gleis daher nur noch 259 m über dem Wasserspiegel.
Die eingleisige, 810 m lange Bogenbrücke hat eine Stützweite von 352 m und gehört damit auch zu den größten Bogenbrücken der Welt. Der Bogen besteht aus einer stählernen Fachwerkkonstruktion, die vom Scheitel zu den Widerlagern deutlich breiter wird.
Die Segmente des Bogens wurden mit einem Kabelkran angeliefert, der aus zwei 120 m hohen stählernen Türmen im Abstand von 458 m bestand. Die bei der Montage über das Tal ragenden Bogenteile wurden über die vorübergehend erhöhten Pfeiler abgespannt.
Der Fahrbahnträger ist auf dem Bogen mit stählernen Stützen aufgeständert. Eine Besonderheit der Brücke sind Abschnitte des Fahrbahnträgers aus Spannbeton-Hohlkästen, die auf den 56 m hohen Pfeilern auf den Widerlagern im Freivorbau erstellt wurden und 48 m weit auskragen. Die Hohlkästen über dem mittleren Teil des Bogens sind 24,7 m lang. Die Betonpfeiler auf den seitlichen Hängen haben Abstände von 32,7 m und 24,7 m.
Die Brücke wurde 2016 fertiggestellt.